# Friedrich Meili

Friedrich Meili

Friedrich Meili, född den 2 april 1848 i Hinwil (kantonen Zürich), död den 15 januari 1914 i Zürich, var en schweizisk rättslärd. 
Meili var en tid advokat och vann därpå anställning vid juridiska fakulteten i Zürich, där han 1890 blev professor i internationell privaträtt. Han utövade ett flitigt och mångsidigt författarskap, varvid han med förkärlek sysslade med de rättsfrågor, som samtidens kommunikationsmedel föranledde. Också internationella rättsförhållanden behandlades av Meili , bland annat i de inte så få utlåtanden, som han på offentligt uppdrag avgav. 
Bland hans många skrifter kan nämnas Das Telegraphenrecht (2:a uppl. 1873), Das Pfand- und Concursrecht der Eisenbahnen (1879), Das Telephonrecht (1885), Das Recht der modernen Verkehrs- und Transportanstalten (1888), Geschichte und System des internationalen Privatrechts im Grundriss (1892), Das internationale Civil- und Handelsrecht (1902-06) och Das Luftschiff im internen Recht und Völkerrecht (1908).